# Кент (аэропорт)
Международный аэропорт Кент (англ. Kent International Airport, ИАТА: MSE, ИКАО: EGMH) — ныне закрытый аэропорт в Кенте, Англия. Ранее носил название RAF Manston (авиабаза Королевских ВВС); также носил название Лондонский аэропорт Манстон (англ. London Manston Airport).
Международный аэропорт Кент имел обычную лицензию (номер P880), которая разрешала пассажирские перевозки и обучение полётов по лицензии Infratil Kent Facilities Limited .

## История
В начале Первой мировой войны на острове Танет была оборудована маленькая взлётно-посадочная полоса в Вестгейте на утесах в непосредственной близости от моря, где базировался гидросамолет.
Зона приземления на скале вскоре стала местом нескольких несчастных случаев, наиболее известен случай, когда самолёт не смог остановиться у конца утёса и упал в море (к счастью для пилота был прилив, и он остался жив).
Зимой 1915—1916 самолёты стали использовать для вынужденных посадок открытые сельхозугодья в Мэнстоне. Вскоре Адмиралтейство объявило о создании в Мэнстоне аэродрома. Это продолжалось недолго, затем здесь была организована лётная школа, где обучались пилоты новых бомбардировщиков Handley Page, а в 1916 в Мэнстоне уже размещалось два подразделения: Операционное командование военных лётчиков и Лётная школа Handley Page.
Местоположение аэродрома около побережья Кента дало Мэнстон давало ему ряд преимуществ перед другими аэродромами. К 1917 Королевские ВВС активно пользовались аэродромом Мэнстон для защиты Англии.
Во время Второй мировой войны на авиабазе Мэнстон базировались эскадрильи Hawker Typhoon и Meteor. Так как аэродром находился недалеко от линии фронта и имел длинную и широкую взлётно-посадочную полосу, на нём постоянно садились сильно повреждённые самолёты, пострадавшие от огня противника или столкновений, но сохранявшие ещё лётную годность. Аэродром стал чем-то вроде «кладбища» для тяжелых бомбардировщиков, легко повреждённые самолёты здесь могли легко быть отремонтированы за счёт постоянного наличия запасных частей.
Во время холодной войны 1950-х ВВС США использовали Мэнстон как базу для истребителей и истребителей-бомбардировщиков.
ВВС США покинули Мэнстон в 1960, после чего управление аэродромом велось совместно гражданскими властями и Королевскими ВВС. Аэродром использовался для редких чартерных рейсов и грузоперевозок, однако в будущем планировалось использовать его для военных целей. Северная сторона аэродрома использовалась для тренировочных полётов курсантов, здесь базировались De Havilland Chipmunk. Благодаря широкой и длинной взлётно-посадочной полосе аэродрома, (построенной во время Второй мировой войны, когда вместе с RAF Woodbridge он использовался в качестве запасного аэродрома для повреждённых бомбардировщиков) Манстон использовался для экстренных приземлений гражданских и военных самолётов.
С 1989 Мэнстон получил название Международный аэропорт Кент, в этом же году был открыт новый терминал был официально открыт в том году герцогиней Йоркской. Аэродром внесён в список НАСА, хотя никогда не использовался, как пригодный для экстренного приземления шаттлов.

## После 1990
Мэнстон сталь исключительно коммерческим аэропортом. В 1998 Окружной муниципальный совет Острова Танет предложил план коммерческого использования оставленных военными площадей аэродрома, по большей части на северо-западном его краю.
После опубликования этих планов Министерство обороны объявило о решении продать принадлежащую ей часть территории аэродрома. В результате давления со стороны лейбористского правительства Великобритании, настаивающем на продаже избыточных активов государственных структур, Министерство обороны продало аэродром.
Продажа состоялась в конце марта 1999, стоимость участка площадью 700 акров (2,8 км ²) составила сумму 4.75 млн фт. ст.
Международный Аэропорт Кента первоначально имел площадь всего 38 акров (150 000 м ²), коммерческая его часть находилась в пределах прежней авиабазы RAF Manston, включая здание терминала и перрон, а также место загрузки крупных грузовых самолётов. Взлетно-посадочная полоса не была включена в пределы этого анклава. В 1988 владельцы Международного Аэропорта Кент подписали соглашение с Королевскими ВВС о поддержании работы взлетно-посадочную полосы, управлении воздушным движением и управлении службами экстренной помощи на 125 лет. Стоимость этих услуг была оценена Министерством обороны в 3 млн фт. ст.
ВВС столкнулись с требованием компенсации 50-100 млн фт. ст. при закрытии базы и отказе от более раннего соглашения с Международным аэропортом Кента об обслуживании аэродрома. Wiggins Group, покупатель аэропорта, настаивала на том, что это соглашение было принципиальным фактором принятия решения ими о покупке аэропорта.
В аэропорту базируются частные самолёты, включая Boeing Stearman и тренировочный самолёт югославских ВВС Iskra . Два музея расположены в северной части лётного поля, в них представлена экспозиция из военного наследия аэродрома.
Быстрое развитие аэропорта началось в 2004, когда ирландская бюджетная авиакомпания EUjet предприняла попытку организовать здесь хаб и организовывать рейсы в Манчестер, Эдинбург и Дублин небольшим флотом Fokker F100. Были построены автомобильные паркинги и организовано прямое автобусное сообщение из Блювотера через Чатем. 26 июля 2005 все рейсы EUjet были приостановлены, равно как и все пассажирские операции в аэропорту из-за финансовых проблем и аэропорта, и владельца авиакомпании. Банкиры не могли далее поддерживать убыточный проект. Аэропорт приобрела новозеландская компания Infratil, которой также принадлежит шотландский аэропорт Глазго Прествик.

## Ограничения
Мэнстон имеет только одну взлетно-посадочную полосу, её глиссада проходит над Рамсгейтом, Викторианским морским курортом, где проживает около 40 000 жителей. Город расположен в 1 км с восточного окончания взлётно-посадочной полосы. С одной стороны взлётно-посадочной полосы находится деревня Клиффсенд, дома расположены на расстоянии 200 м от взлётно-посадочной полосы. Деревня Мэнстон находится к северо-востоку от пассажирского терминала.
В 1993 в отчёте Департамента Торговли и Промышленности были приведены результаты исследований относительно возможностей взлётно-посадочной полосы на юго-востоке, которые говорили о нецелесообразности развития Мэнстона как большого аэропорта, учитывая близость к жилой зоне. Однако продажа аэропорта противоречила планам местного совета.
В июле 1998 правительство издало Белую Книгу, которая описывает видение развития «объединенной транспортной стратегии».
Музей Истории RAF Manston расположен на территории аэропорта, равно как и мемориал Spitfire и Hurricane.
Аэропорт и его взлётно-посадочная полоса также использовались для съёмок фильма о Джеймсе Бонде «Умри, но не сейчас», аэропорт сыграл роль северокорейской авиабазы.

## Последние события
26 июля 2005 началась ликвидация компании London Manston Airport Plc. Пока не был найден новый покупатель, операции были приостановлены, в том числе по обслуживанию зоны воздушного движения Мэнстона и радаров. Сделка по продаже Мэнстона компании Infratil (владельцу Глазго Прествик) была завершена 26 августа 2005.  (недоступная ссылка).
Годом позже, в июле 2006, было объявлено о начале чартерных рейсов из аэропорта в Норфолк, Вирджиния с 2007, однако они были отменены из-за небольшого уровня заказов. Эти рейсы должна была выполнять авиакомпания Monarch Airlines.
Люксембургская авиакомпания Cargolux начала полёты по заказу Ghana Airways из Аккры с 17 апреля 2007.
Ангар техобслуживания в аэропорту содержит DAS Air Cargo. Он используется также для техобслуживания самолётов World Airways, Gemini Air Cargo и Avient Aviation.
Аэропорт был закрыт 15 мая 2014 года из-за нерентабельности
В июле 2019 новым владельцем RiverOak Strategic Partners (RSP) было анонсировано, что аэропорт может возобновить работу к 2022 году. RSP, лондонская компания, зарегистрированная в 2016 году специально для повторного открытия аэропорта округа Кент, сообщила Би-би-си, что она планирует "ближнемагистральные и грузовые рейсы" в этом аэропорту. Компания подтвердила в заявлении от 3 июля, что она купит аэропорт у нынешних владельцев Stone Hill Park (SHP), которые первоначально планировали преобразовать этот район с парками, жилыми домами, бизнес-парками и спортивной деревней.

## Чартерные авиакомпании и назначения
- Astraeus — Фуншал
- LTE — Майорка
- VLM — Джерси